# Мадо: На вимогу
«Мадо, до вимоги» («Мадо: До востребования») — радянсько-французький художній фільм 1990 року, знятий режисером Олександром Адабаш'яном.

## Сюжет
За романом Сімони Арес «Мадо». У невеликому французькому селі живе юна добродушна товстушка Мадо, що виросла без батьків у монастирі. Вона працює на пошті, вчить дітлахів читати і писати і мріє про прекрасного принца, який коли-небудь з'явиться в її житті. А поки що Мадо ніколи нудьгувати: навколо стільки людей і кожному вона, хоч чимось може допомогти. Тому, коли Мадо закохується в заїжджого режисера-невдаху, оточуючі починають співчувати їй…

## У ролях
- Маріанна Гровс — Мадо
- Олег Янковський — Жан-Марі Зелені, режисер
- Ізабель Желіна — Жермена, дівчина
- Жан-П'єр Дарруссен — Франсуа, пастух
- Бернар Фрейд — кюре
- Андре Помарат — Пердюван, власник книжкової крамниці
- Мішель Виноградофф — Анрі, коханець
- Олів'є Пажо — Бельфур, начальник поштового відділення
- Елізабет Рамбер — мадам Плантю
- Маріза Деоль — робітниця пошти
- Вероніка Капоян — робітниця пошти
- Франсуа Клав'є — Мерлен
- П'єр-Олів'є Морнас — офіціант
- Марі Мерже — мадемуазель Бланш
- Фернан Берсе — Плантю
- Анн Ланглуа — роль другого плану
- Жан-П'єр Савіно — Сільвен Біке
- Асакті Бейсенерз — роль другого плану
- Жан-Рене Бувере — роль другого плану
- Рональд Міллз — роль другого плану
- Паскаль Лемер — роль другого плану
- Крістіан Пажо — роль другого плану
- Тьєррі Соваж — роль другого плану
- Елен Месс — роль другого плану
- Олександр Адабаш'ян — перехожий

## Знімальна група
- Режисер — Олександр Адабаш'ян
- Сценарист — Олександр Адабаш'ян
- Оператор — Леван Пааташвілі
- Композитор — Жан-Луї Валеро
- Художник — Тьєррі Фламан
- Продюсер — Сільветта Демьоз-Баллан